# Roberto IV de Sablé

Brasão de armas de Roberto de Sablé

Robert de Sablé (em latim: Robertus de Sabloloi; 1162-1193) foi Grão-Mestre da Ordem dos Templários entre 1191 e 1193 e Senhor de Chipre entre 1191 e 1192. 

## Vida
Ele nasceu em uma família militar em Anjou.Seu senhorio foi baseado em um conjunto de terras no vale do rio Sarthe, que ele herdou na década de 1160.Ele se casou com Clémence de Mayenne (morreu antes de 1209). Ele foi sucedido em Anjou por sua filha Marguerite de Sablé, que por casamento passou toda a propriedade para William des Roches, também um cavaleiro da Terceira Cruzada. Robert morreu na Terra Santa em 23 de setembro de 1193. Embora não existam registros exatos de sua data de nascimento, acredita-se que ele era relativamente velho no momento de sua morte em comparação com a expectativa de vida média do século XII.

## Vida Militar

### Guerra da Dinastia de Angevina
Em 1173, Sablé apoiou Henrique o Rei Jovem, herdeiro aparente ao trono do Reino da Inglaterra e ducado da Normandia, em uma revolta contra seu pai Henrique II durante a Revolta de 1173-1174. O levante foi esmagado, mas Roberto permaneceu a favor dos Reis Angevinos, como Ricardo,que mais tarde seria fundamental em sua nomeação como Grão-Mestre .

### Terceira Cruzada
Apesar de apenas ter um mandato curto, o reinado de Sablé foi preenchido com campanha bem sucedida. Antes de sua eleição como Grão-Mestre, ele levou a marinha do rei Ricardo I da Inglaterra e Normandia para o Mediterrâneo, envolvendo-se na Reconquista em passagem. A força combinada da estratégia de Ricardo Coração de Leão, as tropas experientes e os cavaleiros templários marcaram muitas vitórias. Durante a Terceira Cruzada, sitiaram a cidade do Acre, que logo caiu. Ao longo de agosto de 1191, eles também recapturaram muitas fortalezas e cidades ao longo da costa do Levante no Mediterrâneo Oriental, que havia sido perdido anteriormente.
A melhor hora da nova coalizão foi a Batalha de Arçufe, em 7 de setembro de 1191. As forças muçulmanas de Saladino pareciam se tornar muito mais fortes do que os cristãos, e uma vitória decisiva era desesperadamente necessária. Juntando toda a força do cruzado, os Cavaleiros Hospitaleiros se juntaram às fileiras, além de muitos cavaleiros de Anjou, Maine e Brittany. Eles encontraram tropas de Saladino nas planícies secas e logo quebrou suas fileiras. Aqueles que ficaram para lutar foram mortos, e as restantes tropas islâmicas foram forçadas a recuar.

## Aquisição de Chipre
No final de 1191, Ricardo Coração de Leão concordou em vender Chipre aos Templários por 25.000 peças de prata. Richard tinha saqueado a ilha das forças bizantinas do tirano Isaac Comneno do Chipre alguns meses antes e não tinha nenhum uso real para ele. Os Hospitaleiros estabelecerão mais tarde bases sólidas nas ilhas de Rodes e Malta, mas Sablé não fez o mesmo com a ilha de Chipre. Ele foi senhor por dois anos, até que ele deu (ou vendeu) a ilha a Guido de Lusignan, Rei de Jerusalém, como ele estava sem um reino.
Sablé conseguiu estabelecer uma sede da Ordem em São João d'Acre, que permaneceu por quase um século.

## Eleição atrasada
Sablé teve a sorte de ter sido o Grão-Mestre, como na época da morte de Gerardo de Ridefort, ele nem sequer era membro da Ordem dos Templários. No entanto, os cavaleiros mais velhos tinham-se tornado cada vez mais opostos aos mestres que lutavam na linha de frente, ea captura e decapitação do Grão-Mestre Gerardo de Ridefort tornou-se a última gota. Eles atrasaram as eleições por mais de um ano para que as regras relativas ao serviço ativo dos Grão-Mestres pudessem ser revistas. Durante este hiato, Sablé juntou-se à ordem, justo a tempo de ser considerado para a eleição. Quando ele foi feito Grão-Mestre, ele tinha sido um Cavaleiro Templário por menos de um ano.

## Na cultura popular
No jogo Assassin's Creed de 2007, Robert de Sablé é apresentado como o antagonista secundário (além de ser apresentado como o líder dos Cavaleiros Templários dentro da história do jogo). No entanto, o jogo data assassinato de Robert em 1191, na Batalha de Arçufe, enquanto na realidade ele morreu em 1193, além de apresentá-lo como sendo muito mais jovem do que seu homólogo histórico.